# Metamysidopsis neritica
Metamysidopsis neritica är en kräftdjursart som beskrevs av Bond-Buckup och Tavares 1992. Metamysidopsis neritica ingår i släktet Metamysidopsis och familjen Mysidae. Inga underarter finns listade i Catalogue of Life.